# Stellan Petreus
Stellan Petreus är en fiktiv karaktär och huvudperson i sju av Gustaf Hellström romaner. Böckerna är mer eller mindre självbiografiska och tillkom under en period av drygt trettio år. 
Efter de tre första böckerna (tillkomna 1921–1925) sade sig Hellström ha tröttnat på sin huvudperson. Först 1938 kom den fjärde boken och sedan relativt tätt ytterligare två. Tydligt är att Hellström under andra världskrigets krisår känt behov av att skildra hur det gick till förra gången det var världskrig.
I den sjätte boken går Petreus ett ovisst öde till mötes när romanen slutar. Han överlever och får i den sjunde romanen (publicerad 1952) se tillbaka på sitt liv. När Hellströms alter ego Stellan Petreus dör har fiktionen kommit fram till 1937.

## Dagdrömmar
Dagdrömmar (1921) utspelar sig i Kristianstad, men det förekommer också ett kort besök i Lund. Romanen skildrar Stellans uppväxt och utveckling från tidig barndom – då modern dör – till näst sista året på läroverket.
Bland annat skildras Stellans första allvarliga förälskelse i dansskolan och hur han går ner sig på isen på Helge å och sedan får "klasstryk" av rektor. Han intresserar sig under gymnasietiden alltmer för den moderna litteraturen och inspireras av radikala åttiotalsidéer. Studierna blir delvis lidande av detta.

## En mycket ung man
En mycket ung man (1923) börjar i Kristianstad men utspelar sig framför allt i Lund strax efter sekelskiftet. Stellan misslyckas i studentexamen och läser i stället som privatist i Göteborg och börjar i Lund först till vårterminen.
Stellan upplever i Lund ständig och irriterande konkurrens från förre klasskamraten Axel Ahlberg. Stellan trivs inte i universitetsmiljön utan dras i stället till den bohemiske naturvetaren och socialdemokraten B.L., verklighetens Bengt Lidforss, i romanen mestadels kallad "Geniet". Större delen av romanen går innan de verkligen träffas och lär känna varandra en smula.

## Sex veckor i Arkadien
Sex veckor i Arkadien (1925) utspelar sig i Lund några år senare. Stellan har ett förhållande med den vackra och radikala studentskan Gertrud Bondesson. Men rykten kommer i svang och hon väljer att ta sitt liv.

## Det var en tjusande idyll
Det var en tjusande idyll (1938) utspelar sig i Stockholm omkring 1907. Stellan tröttnar på sina forskarstudier i litteraturhistoria och skriver i stället en roman om ett gammalt original i Kristianstad.
Boken ges ut och recensionerna är lovande. Dock kommer ett upprört brev från fadern, som berättar att romanen väckt uppståndelse i hemstaden, eftersom folk känner sig utpekade. Stellan vill nu ge upp sin författarbana, nästan innan den börjat, och väljer att resa till London som Dagens Nyheters korrespondent.

## Kärlek och politik
Kärlek och politik (1942) är en ofta beundrad roman, som skildrar Stellan Petreus upplevelser som korrespondent under de dramatiska Londonåren före första världskriget, med kvinnliga rösträttsdemonstrationer, arbetarstrejker och hungerkravaller. Hellströms kanske vackraste kvinnoporträtt finns också här, irländskan Maureen.

## Den gången
Den gången (1944) skildrar hur Stellan Petreus nu i stället verkar som korrespondent i Frankrike strax före och under första världskriget. Han gifter sig i Paris med en amerikanska, men när han ska återförenas med henne i New York torpederas hans fartyg mitt ute på Atlanten.
Romanen slutar med att han kliver över relingen med kaptenens rop ringande i öronen: "Mister! Simma så fort ni kan, så att ni inte sugs ner med fartyget, när det sjunker. Simma mot båtarna! De lägger bi, när de kommit ett stycke längre bort." Det sista som vi hör i boken är telegrafistens SOS.

## I morgon är en skälm
I morgon är en skälm (1952) ger tillbakablickar över Stellan Petreus liv. Över femton år har gått sedan den dramatiska torpederingen ute på Atlanten. Och det har hänt något med författaren också. Hellström verkar ha tröttnat en smula på sin fiktion.
Nu nämns poeten Vilhelm Ekelund med sitt rätta namn och en mindre utbroderad och romantisk version av hur den nyblivne lundastudenten Stellan Petreus möter Bengt Lidforss första gången ges. Nu berättar Petreus att han mötte Lidforss redan tidigt och då på ett möte i den radikala studentföreningen D.Y.G.
Boken slutar med att Stellan Petreus efter en resa till Sovjetunionen drabbas av lunginflammation och dör på ett sjukhus, ensam bortsett från en uttråkad sköterska som med lättnad noterar att den döendes rosslingar slutat för gott: "Nu var hon ledig hela eftermiddagen."